# Ронголал Бондопадхай
Ронголал Бондопадхай (*রঙ্গলাল বন্দ্যোপাধ্যায, 1827 —13 травня 1887) — індійський поет, автор поем на бенгалі, письменник, журналіст, державний службовець часів Британської Індії.

## Життєпис
Походив з сільської родини округу Бурдван (Бенгалія). Народився у грудні 1927 року у с. Бакулія. Навчався в місіонерській школі і в Хуглі-коледжі (Чунчура). З часом перебрався до Калькути, де працював у журналі «Шомбад пробхакор» («Океан вістей»), в якому опублікував свої перші вірші та статті. З 1849 року редагував тижневик «Шомбад рошшагор» («Океан цікавих новин»), а з 1859 року — «Едьюкейшен газет». У 1860–1882 роках податківцем і помічником судді в округах Нодія, Хугли і в Каттаке (сучасний штат Орісса). У 1884 році пішов у відставку. Останні роки, перебуваючи на пенсії, займався лише літературною діяльністю.

## Творчість
Ронголал Бондопадхай створював свої твори на матеріалі національної історії. З чотирьох поем Бондопадхая найкращою вважається «Розповідь про Падміні» (1858 рік), де з найбільшою силою проявилися художню майстерність і патріотичні почуття поета. В основу сюжету поеми лягла легендарно-історична подія Середньовіччя — облога раджастанської фортеці Чітора делійським султаном Алауддін і подвиг дружини раджі — Падмаваті, яка надала перевагу смерті перед неволею, зійшовши на чолі жінок Чітора на вогнище (саті).
Поеми «Корммодебі» (1862 рік) і «Шурошундорі» (1868 рік) також в основі сюжету мають події з історії Раджпутани.
Значною є збірка «Статті про бенгальську поезію» («Бангла кобіта бішоек пробондхо», 1852 рік).
Крім того, Бонодопадхай здійснив низку перекладів з санскриту та англійської мови.